# 住吉鳥居前停留場
住吉鳥居前停留場（すみよしとりいまえていりゅうじょう）は、大阪府大阪市住吉区住吉二丁目にある阪堺電気軌道阪堺線の停留場。駅番号はHN12。

## 歴史

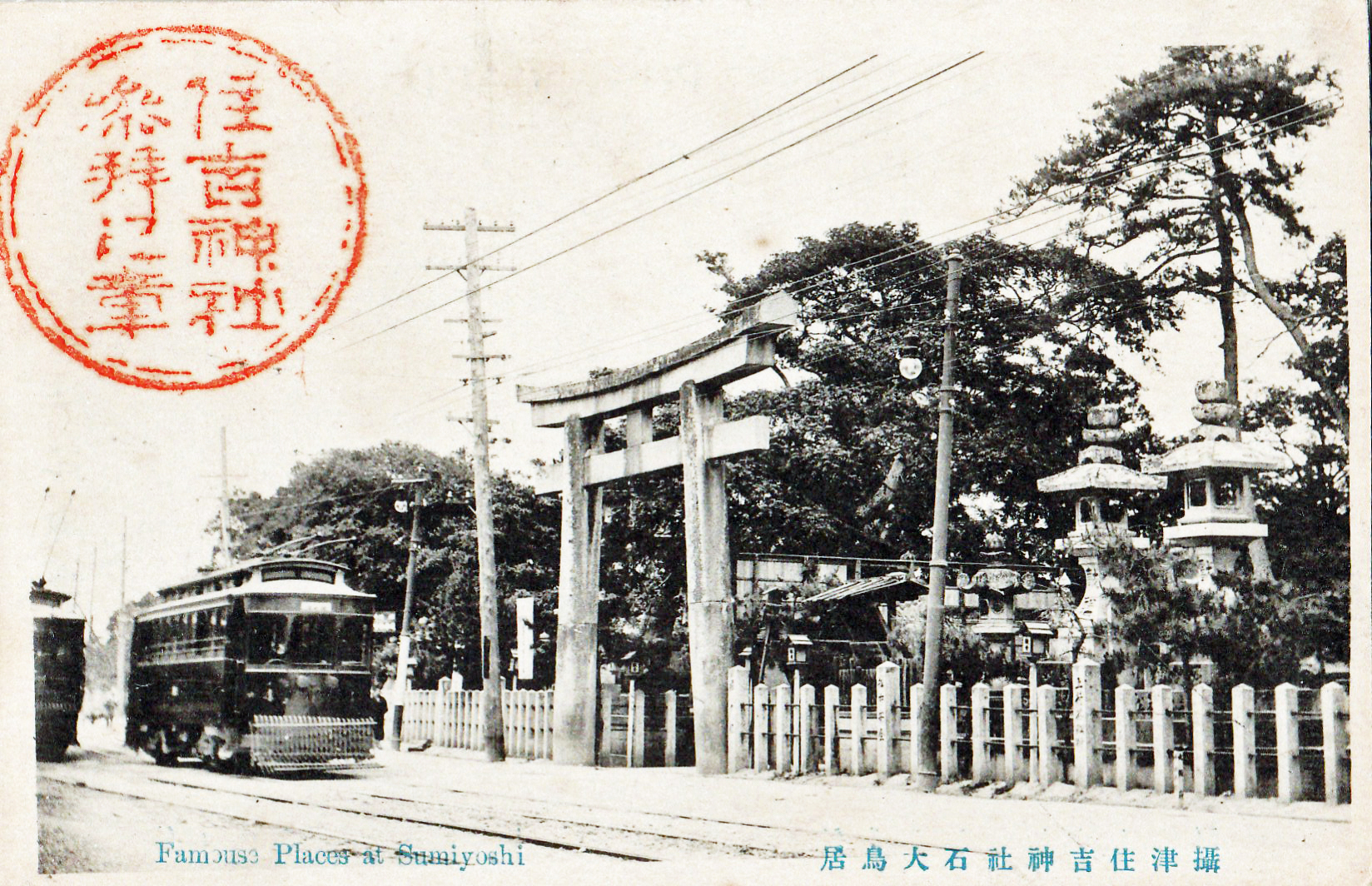
摂津住吉神社石大鳥居と阪堺線の路面電車（明治末期）

- 1911年（明治44年）12月1日：阪堺電気軌道阪堺線開通と同時に開業。
- 1915年（大正4年）6月21日：南海鉄道が阪堺電気軌道を合併。南海阪堺線の駅となる。
- 1944年（昭和19年）6月1日：会社合併により近畿日本鉄道の駅となる。
- 1947年（昭和22年）6月1日：路線譲渡により南海電気鉄道の駅となる。
- 1980年（昭和55年）12月1日：分社により阪堺電気軌道の駅となる[1]。

## 当停留場からの接続路線
- 南海電気鉄道
  - 南海本線（住吉大社駅）

上町線の住吉公園駅も近接していたが、2016年（平成28年）1月31日で廃止された。乗換指定駅は隣の住吉停留場となっており、当駅での乗り換えは認められなかった。ただし、正月三が日の交通規制中はあびこ道・浜寺駅前発着系統の下り電車は住吉停留場を通過するために、住吉 - 住吉鳥居前間が徒歩連絡となる乗換指定駅になっていた。この場合も当駅と廃止された住吉公園駅の乗換えはできなかった。

## 停留場構造
相対式ホーム2面2線で、交差点をはさんで斜向かいの配置（千鳥式配置）となっている。併用軌道区間にあるため、道路上に安全地帯が設けられている。かつては漢方薬局の店舗がある位置に待合所と売店があり、売店では乗車券も販売していた。

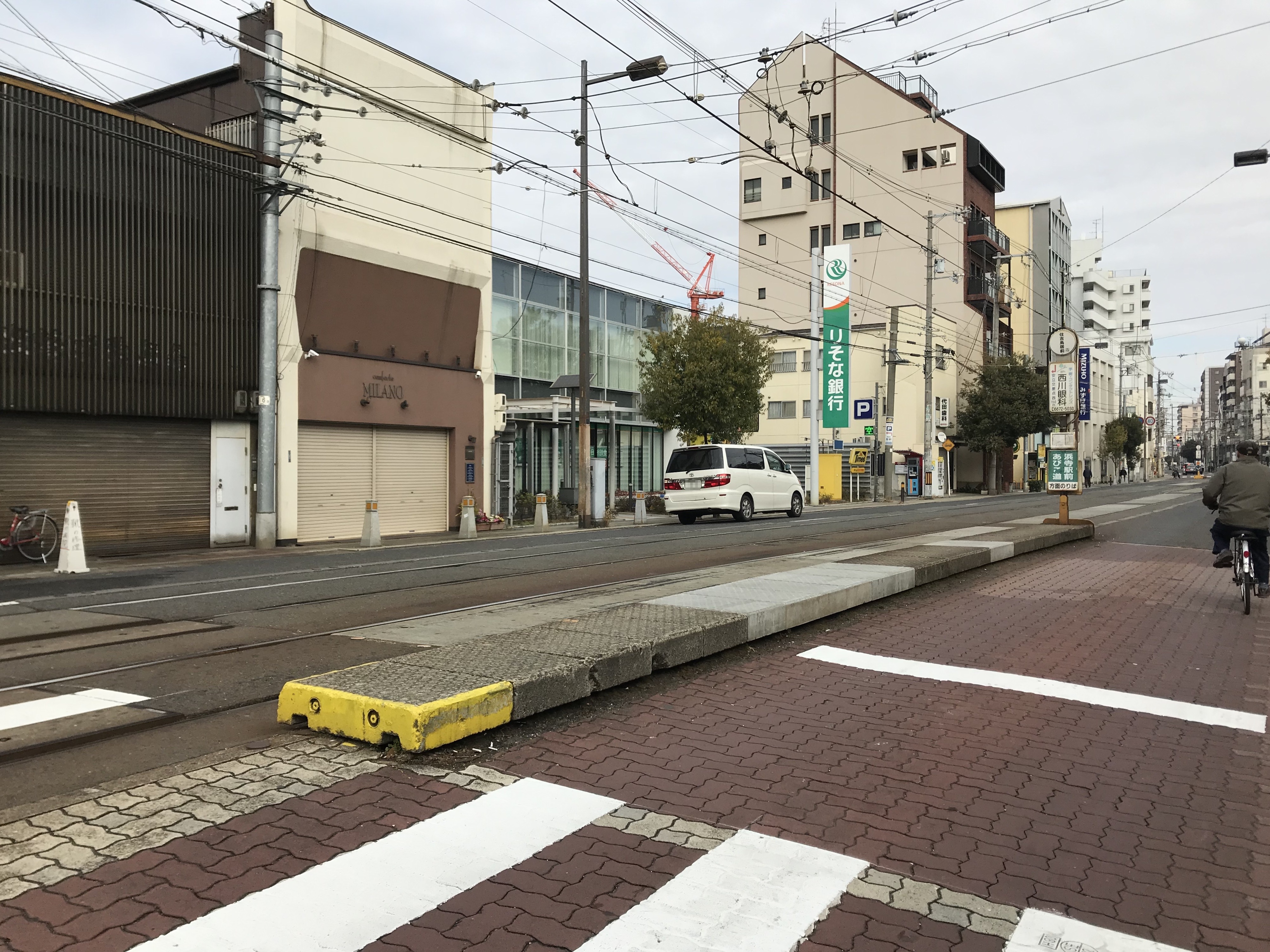
ホーム（浜寺駅前方面のりば）
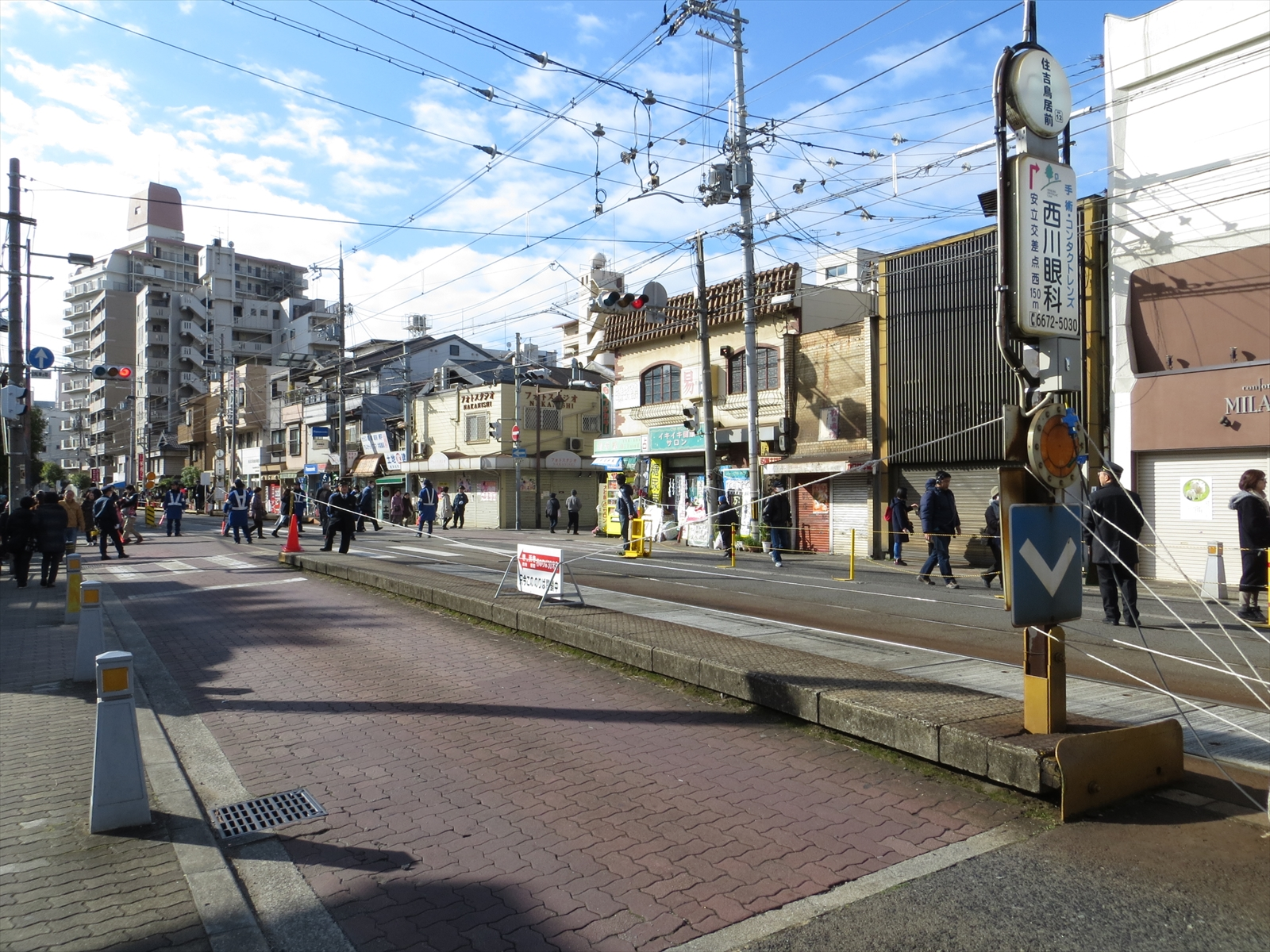
ホーム（正月輸送時。のりば閉鎖を知らせる看板がある（2015年））
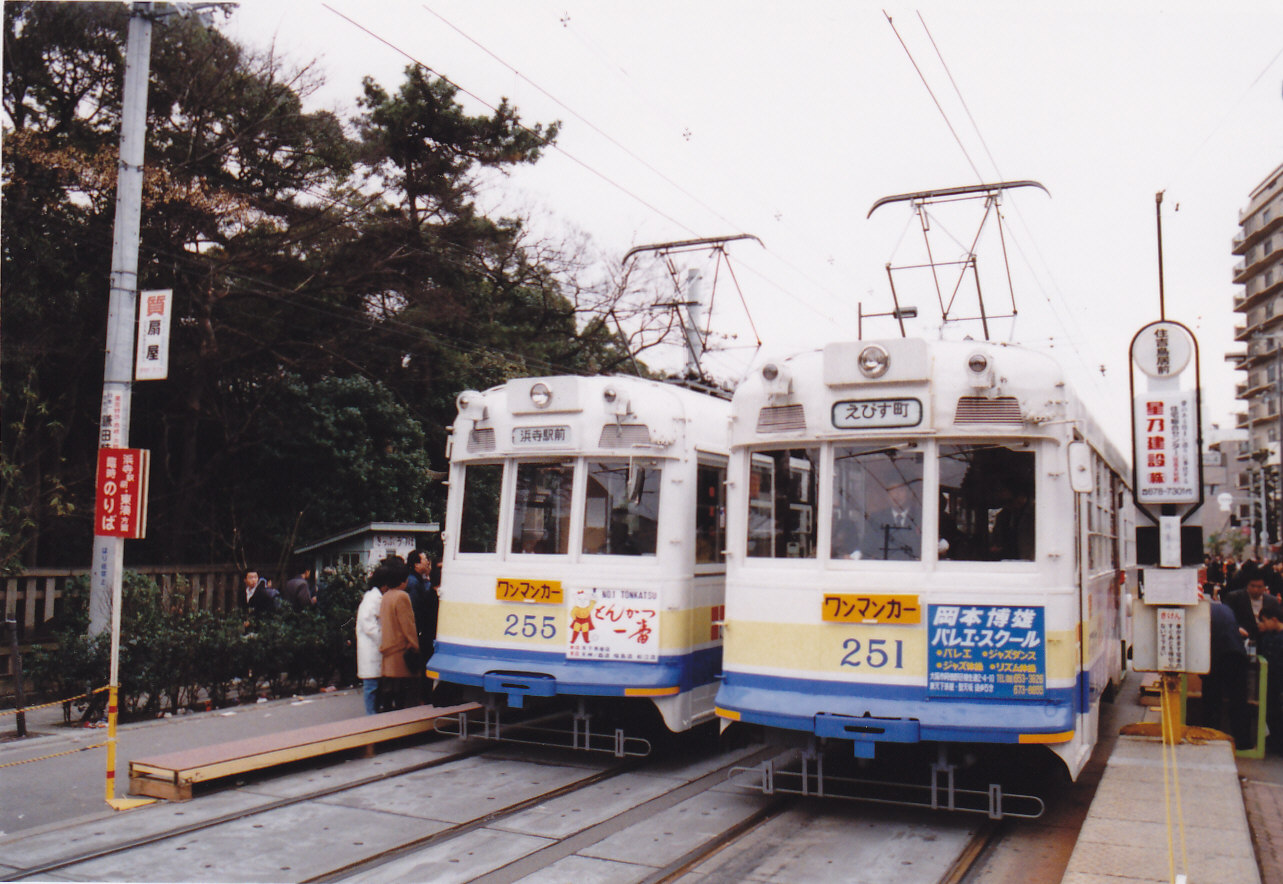
正月輸送時の様子（両方向とも臨時のりば発着。歩道にきっぷ売場有）

## 停留場周辺
- 住吉大社
  - 住吉反橋
- 住吉公園
- 住吉大社前郵便局

### バス
大阪市営バス（赤バス）の住吉大社停留所があり住吉ループが停車していたが、2013年3月31日をもって廃止された。

## 隣の停留場
阪堺電気軌道
■阪堺線
住吉停留場 (HN10) - 住吉鳥居前停留場 (HN12) - 細井川停留場 (HN13)